# Thomas Poreski

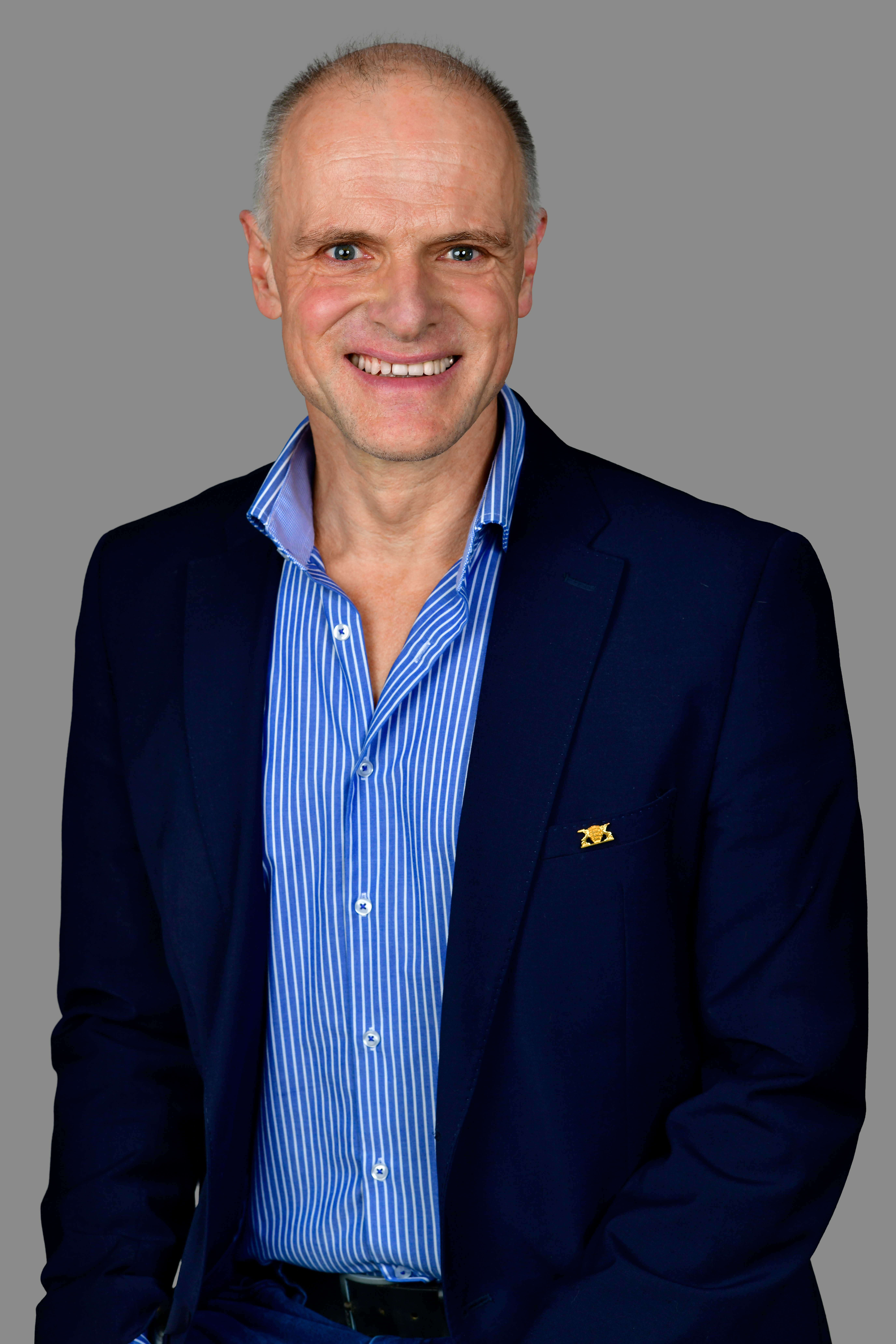
Thomas Poreski (2020)

Thomas Poreski (* 21. Oktober 1963 in Tübingen) ist ein Landespolitiker der Grünen. Er ist seit 2011 Mitglied des Landtags von Baden-Württemberg und vertritt dort den Landtagswahlkreis Reutlingen.

## Leben und Beruf
Poreski besuchte das Stiftgymnasium in Sindelfingen, wo er das Abitur ablegte, anschließend leistete er seinen Zivildienst an der Käthe-Kollwitz-Schule für Kinder mit geistiger Behinderung in Böblingen ab. Danach studierte er in Reutlingen Soziale Arbeit und in Tübingen Pädagogik.
Bis zu seiner Wahl in den Landtag war Poreski Geschäftsführer von Wohnen plus des Mariaberg e.V.
Thomas Poreski hat eine Tochter und einen Sohn. Poreski ist evangelischer Konfession.

## Partei
Thomas Poreski ist seit 1984 Mitglied bei Bündnis 90/Die Grünen. Er hatte im Laufe der Jahre verschiedene Ämter auf Bundes-, Landes- und Kreisebene inne. So war er im Kreisvorstand der Grünen in Böblingen und dort Organisator der Landtagswahl im Jahr 1988. Danach wechselte er in den Kreisvorstand der Grünen in Reutlingen. Er war Sprecher und Kassierer der Arbeitsgemeinschaft „Schule“ der Landespartei, wo er zwischen 1988 und 2005 auch gewählter Redakteur der Mitgliederzeitschrift „Grüne Blätter“ war. Poreskis politischer Schwerpunkt ist die Sozialpolitik. Er ist Mitverfasser eines „grünen Grundeinkommens“, ein Konzept für ein Bedingungsloses Grundeinkommen.

## Abgeordneter
Zur Bundestagswahl 2005 kandidierte er als Direktkandidat im Wahlkreis Reutlingen. Sein Listenplatz (Platz 18) reichte jedoch nicht für den Einzug in den Bundestag. 2011 kandidierte er für den Landtag von Baden-Württemberg. Er erreichte 25,6 % der Stimmen im Wahlkreis Reutlingen und erhielt damit mehr Stimmen als der SPD-Spitzenkandidat Nils Schmid. Er zog über ein Zweitmandat in den Landtag ein. Bei der Landtagswahl 2016 erzielte Poreski mit 31,2 % der Stimmen das beste Wahlergebnis und zog erneut in den Landtag ein.
Im Landtag ist er ordentliches Mitglied im Ausschuss für Soziales und Integration sowie im Ausschuss für Wirtschaft, Arbeit und Wohnungsbau. Poreski ist Sprecher für Sozialpolitik, Jugend und Inklusion sowie Sprecher für Technologiepolitik. Zudem ist er Vorsitzender des Arbeitskreises Soziales und Integration. Für alle Ämter und Funktionen wurde er einstimmig gewählt.
Bei der Landtagswahl 2021 konnte er sein Direktmandat mit 36,2 % der Stimmen verteidigen.
Poreski wurde am 1. März 2012 zum Mitglied der 15. Bundesversammlung gewählt.